# Tessa Boomkamp
Tessa Boomkamp (Borne, 7 mei 1977) is een Nederlands zangeres, drumster en gitariste.

## Biografie
Boomkamp groeide op in het Twense Borne. Op haar elfde ontwikkelde ze een sterke voorkeur voor drums. Ze groeide op met de muziek van Toto en was als tiener onder de indruk van drummer Jeff Porcaro. Ze leerde op de muziekschool drummen. Daarna leerde ze zichzelf ook gitaarspelen.
Ze studeerde cum laude af aan het conservatorium in Enschede, in de richting "lichte muziek slagwerk". Ze kreeg drumles van onder anderen Danny Sahupala (Marlayne) en Ton Dijkman (drummer van Marco Borsato).

## Carrière
Na haar studie begon ze haar muzikale carrière als gitarist bij Marlayne. Hierna zong en speelde ze in de begeleidingsband van Marco Borsato. Verder trad ze op met onder anderen Girls Wanna Have Fun, Normaal, Sita, Ten Sharp, Time Bandits en Veldhuis en Kemper. Met Normaal was ze als zangeres te horen toen ze het liedje Alie zong. In 2005 bracht ze haar eerste soloalbum uit, Alone. Ook is ze te horen op de cd Stay van Ten Sharp (2003), in het nummer "Missing Chapter". Tegenwoordig maakt zij onderdeel uit van de Edwin Evers Band en doet samen met anderen de achtergrondzangpartij bij The Voice. In 2015 bracht Boomkamp een nieuw soloalbum uit, getiteld Shot.